# Église Saint-Pierre de Rauzan
Pour les articles homonymes, voir Église Saint-Pierre.
L'église Saint-Pierre est une église catholique située dans la commune de Rauzan, dans le département de la Gironde, en France.

## Localisation
L'église se trouve dans l'ouest de l'agglomération, au lieu-dit Le Bourg, au nord de la route départementale D128 qui mène de Rauzan à Jugazan.

## Historique
L'édifice, construit à l'origine vers la fin du XIIe siècle et le début du XIIIe, remanié aux XVIe siècle par l'ajout d'un collatéral au sud et au XVIIIe siècle par celui du porche, est classé au titre des monuments historiques par arrêté du 1er septembre 2003 après avoir été inscrit en février 2001.

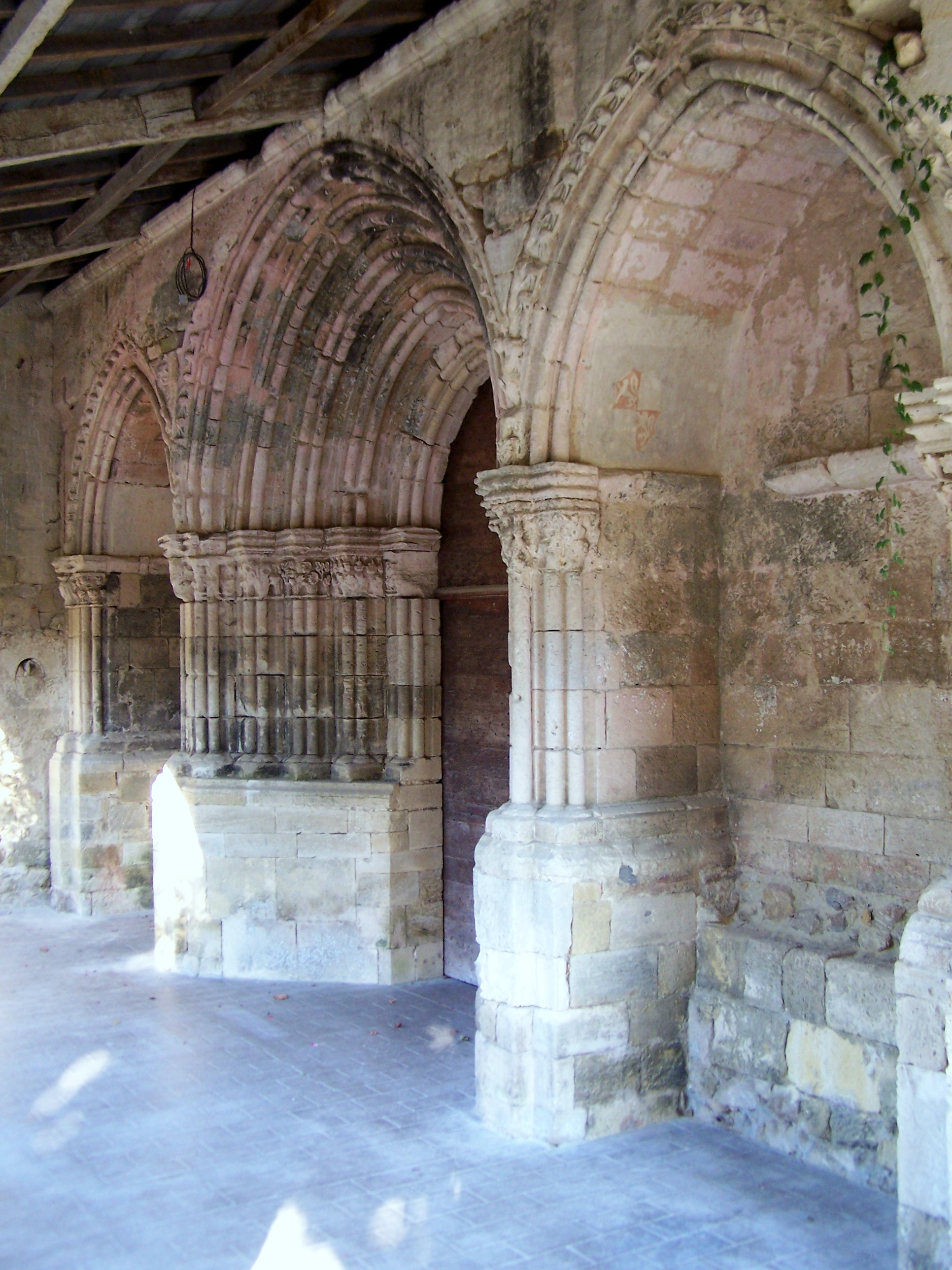
Le porche et les trois portails (oct. 2012)
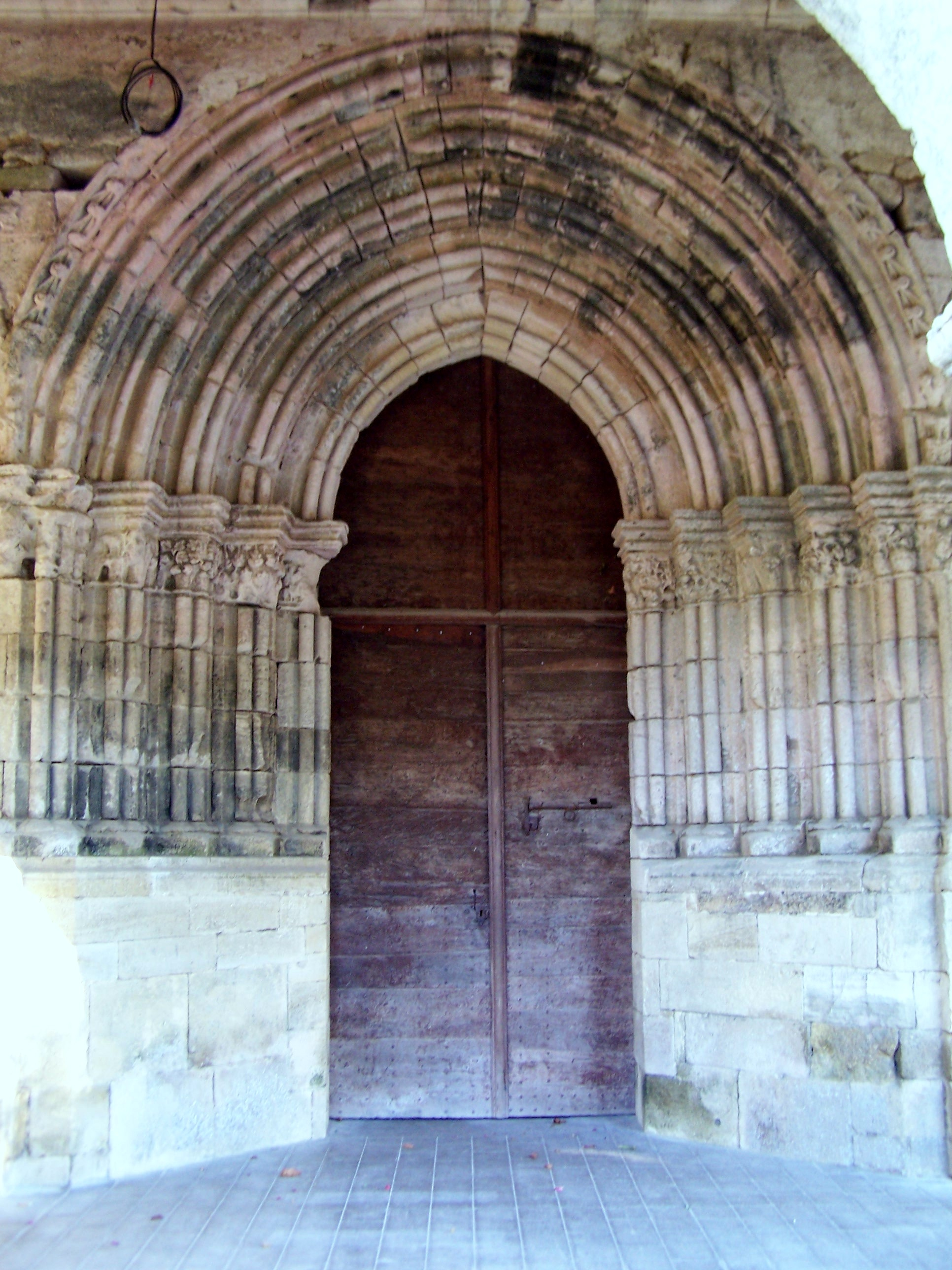
Le portail central, seul avec porte (oct. 2012)
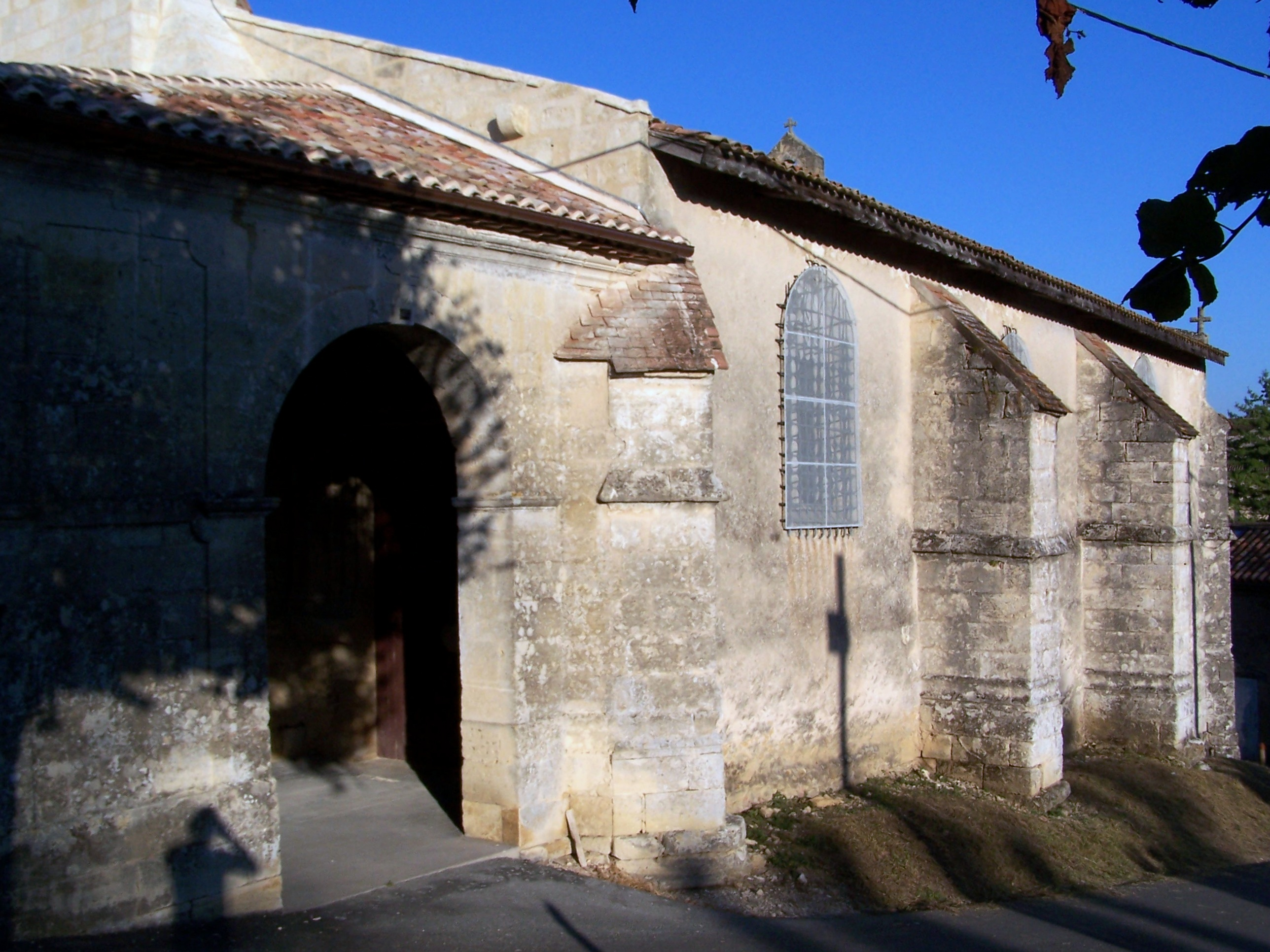
Façade sud (oct. 2012)
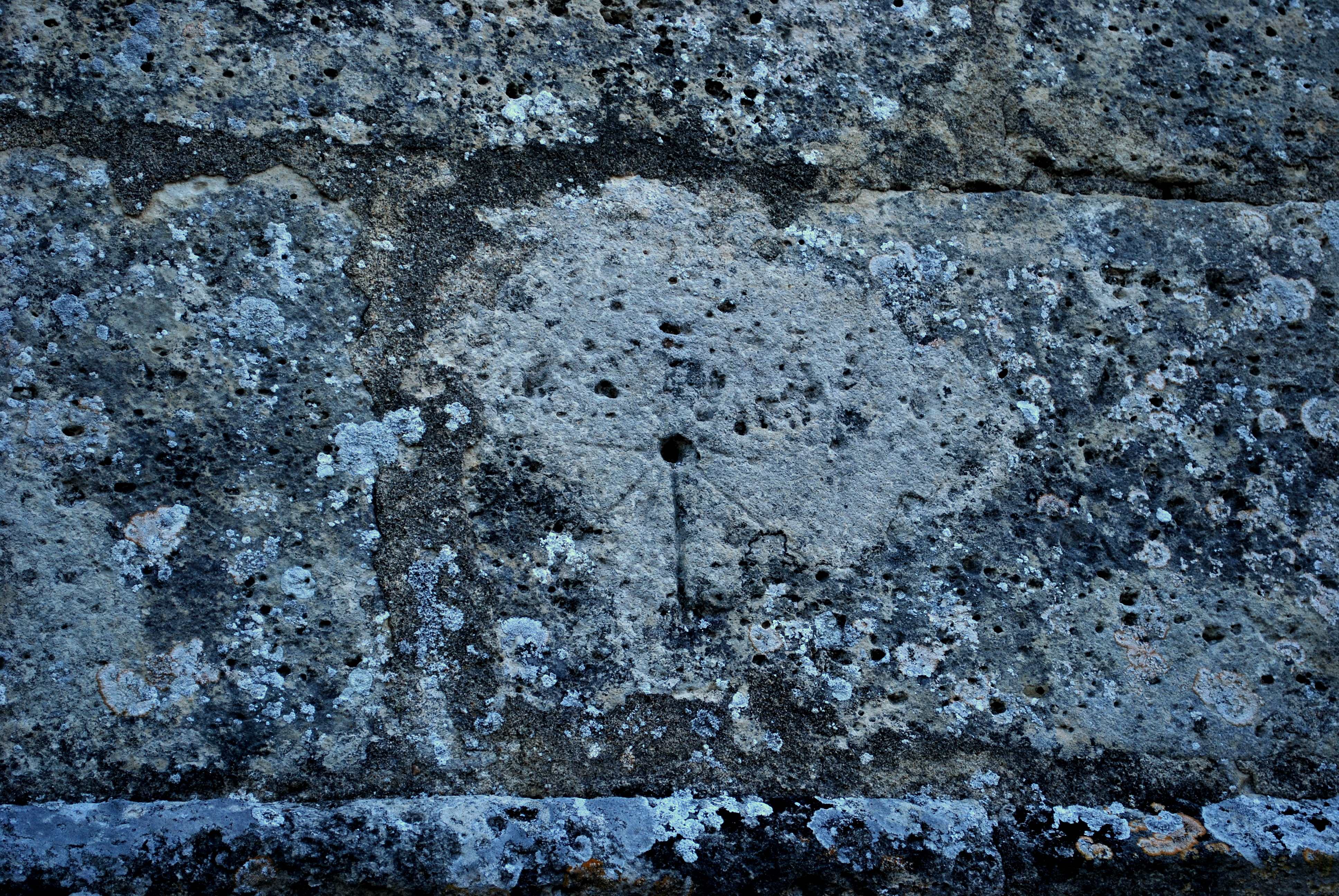
Cadran canonial sur le mur sud
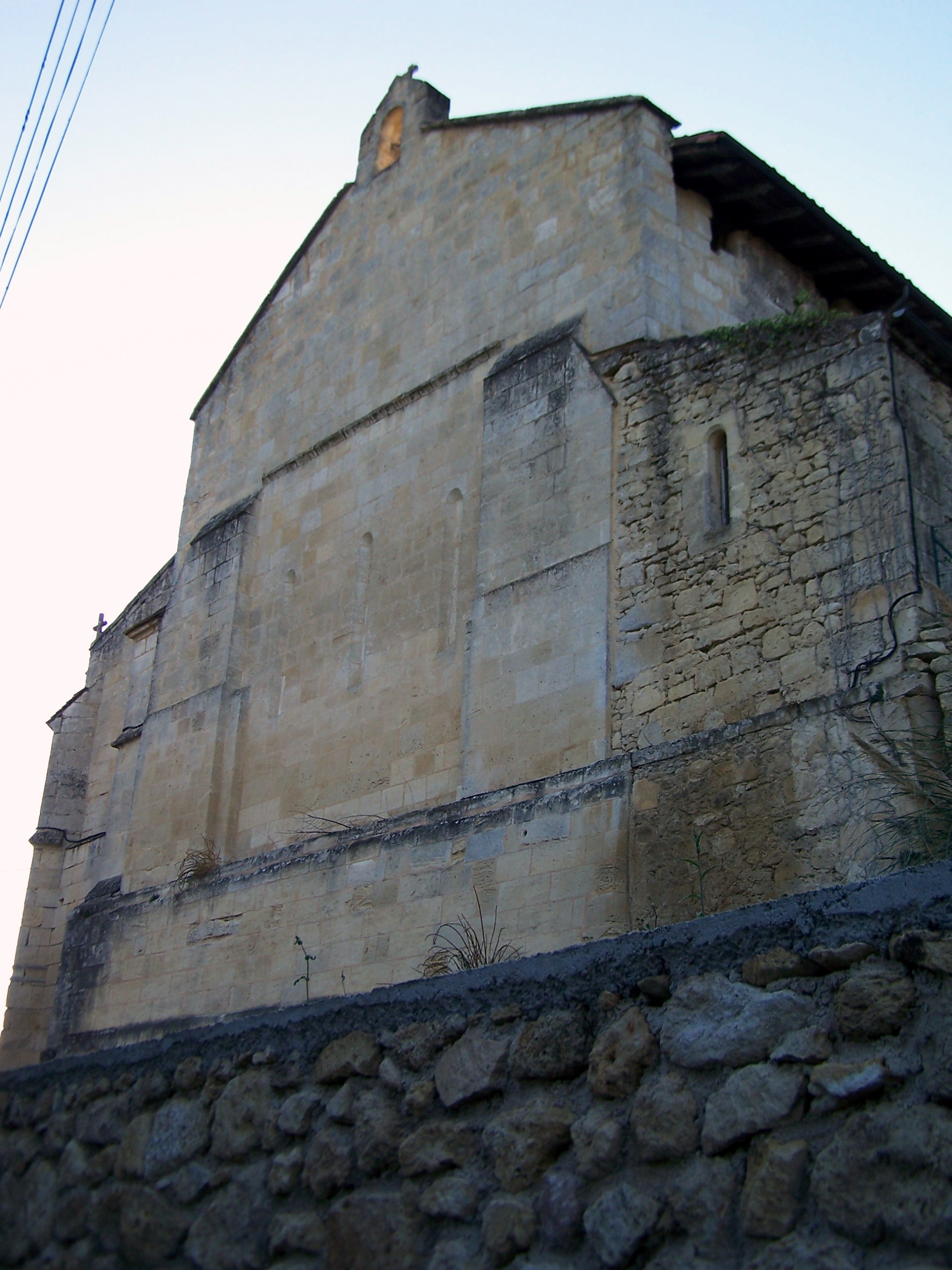
Façade est surplombant une ruelle (oct. 2012)
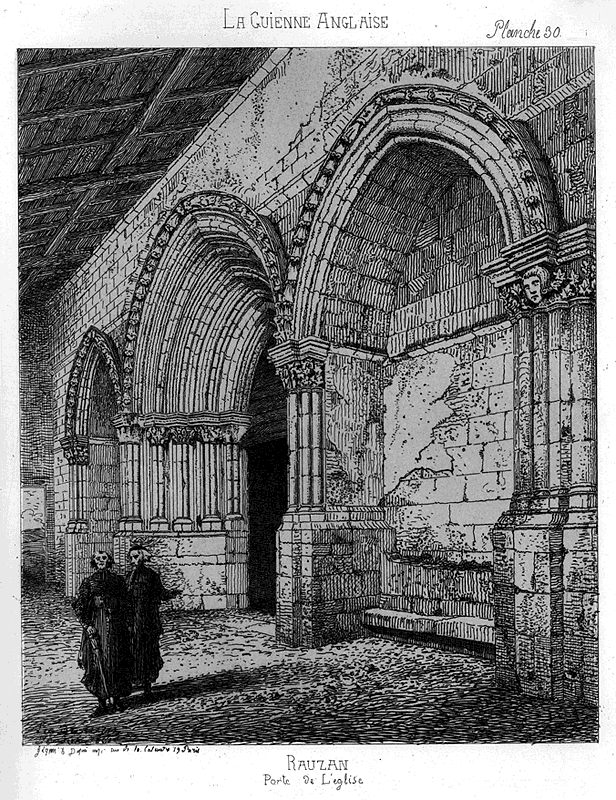
Les portails, dessin de Léo Drouyn (1861)